# Bornano
El bornano ( o canfano), es un monoterpeno saturado. Es un compuesto derivado del norbornano.

## Compuestos derivados
Algunos de los compuestos derivados del bornano son: 
- Alcanfor
- Borneol
- Isoborneol
- Tiocanfor